# El astronauta imposible
El astronauta imposible (The Impossible Astronaut) es el primer episodio de la sexta temporada moderna de la serie británica de ciencia ficción Doctor Who, emitido originalmente el 23 de abril de 2011. Es la primera parte de una historia en dos episodios que concluye con El día de la luna. Se dedicó a la memoria de Elisabeth Sladen, intérprete de Sarah Jane Smith, que falleció por cáncer el 19 de abril de 2011, 12 días antes de la emisión del episodio.

## Argumento

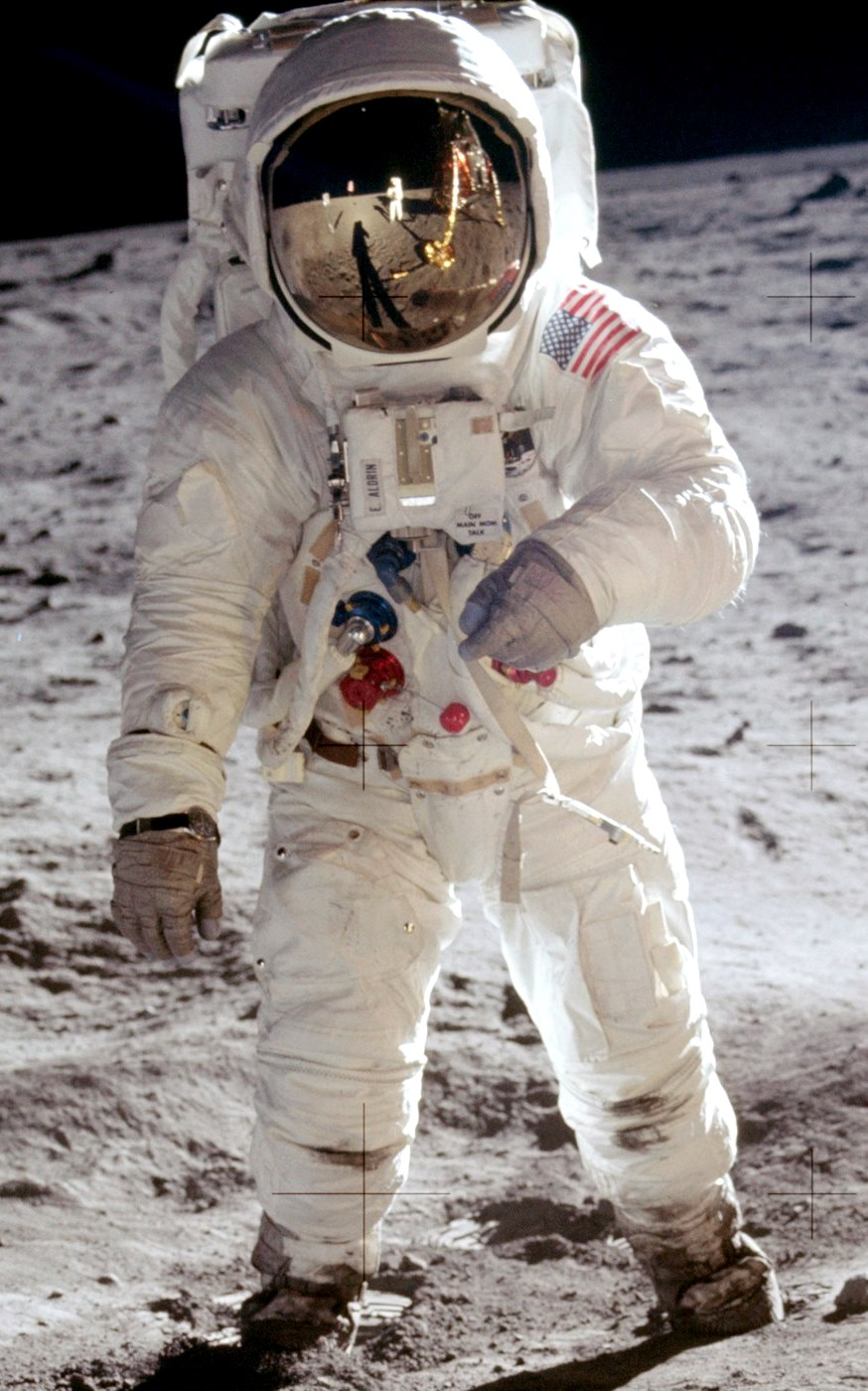
Buzz Aldrin durante la misión Apollo 11 de 1969. Para el episodio se creó una réplica del traje.

Tras un descanso de dos meses de sus viajes con el Doctor, sus acompañantes, Amy Pond (Karen Gillian), Rory Williams (Arthur Darvill) y River Song (Alex Kingston), reciben un sobre "color TARDIS" con una fecha, hora y coordenadas en su interior que les dirigen a Utah. Se encuentran al Undécimo Doctor (Matt Smith) allí, que ahora tiene 1.103 años, 194 más que la última vez que lo vieron. El Doctor los lleva a un pícnic a un lago cercano, diciéndoles que después les llevara de viaje al "Espacio, 1969". Amy ve a lo lejos una misteriosa figura, pero parece olvidarla inmediatamente tan pronto como aparta la mirada. Después, del lago emerge una figura con un traje de astronauta. El Doctor se aproxima, pero les avisa a sus acompañantes que no interfieran. El astronauta dispara al Doctor, que comienza a regenerarse, pero entonces el astronauta dispara otra vez, matándole antes de que pueda completar el proceso, tras lo cual el astronauta huye. Con los tres se reúne un hombre llamado Canton Everett Delaware III (William Morgan Sheppard), que también recibió un sobre con las instrucciones de que trajera un bidón de gasolina, que el grupo usa para dar al Doctor un funeral vikingo con una barca cercana.
Reagrupándose en una cafetería, Amy, Rory y River especulan sobre quién habrá enviado los sobres cuando quedan impactados al ver entrar al Doctor, de nuevo 200 años más joven. Él explica que a él le dieron también un sobre, pero no sabe quién se lo envió. Sus compañeros deciden no contarle nada al Doctor ni de su muerte ni de que el remitente fue su yo futuro. Los cuatro hacen una investigación de Delaware y "Espacio 1969". La TARDIS viaja al 8 de abril de 1969, y aterriza con un filtro de invisibilidad en el Despacho Oval. El presidente Richard Nixon (Stuart Milligan) conversa con una versión más joven de Delaware (Mark Sheppard) sobre una serie de llamadas telefónicas que recibió de una niña pidiendo ayuda. El Doctor se gana rápidamente la confianza de Delaware, convenciendo a Nixon de que le de unos minutos para localizar a la niña.
Mientras el Doctor trabaja, Amy ve a la misteriosa figura otra vez, y pide ir al baño. Allí, la figura (Marnix Van Den Broeke), que dice ser miembro de El Silencio, la espera y mata a una mujer inocente a pesar de los ruegos de Amy. Dándose cuenta de que el alienígena está borrando los recuerdos de sus encuentros, Amy toma una fotografía suya. Cuando sale del baño, sin embargo, vuelve a olvidar el encuentro. Para entonces, el Doctor ha encontrado la localización de la niña, un edificio cerca de Cabo Cañaveral, Florida, en la intersección de las calles Jefferson, Adams y Hamilton. El Doctor y sus acompañantes se marchan en la TARDIS junto con Delaware.
Al llegar, encuentran fragmentos de un traje espacial y tecnología alienígena. River y Rory exploran una complicada red de túneles que, aparentemente, se han estado extendiendo por el planeta durante siglos sin que lo supiera la población humana. Los dos encuentran una especie de sala de control, pero no saben que están rodeados por el Silencio. Mientras tanto, Delaware oye a la niña gritando y va a buscarla. Mientras Amy y el Doctor le siguen, Amy le dice que está embarazada. Cuando encuentran a Delaware inconsciente, aparece una figura en traje de astronauta. Sin pensar, Amy coge la pistola de Delaware y dispara al traje. Sin embargo, demasiado tarde se da cuenta de que el visor del casco se ha abierto y que dentro esta la niña...

### Continuidad
El episodio inicia el arco argumental de la sexta temporada apoyándose en una frase que se pronunció por primera vez ya al principio de la quinta temporada, en En el último momento, "El Silencio caerá". La frase se repitió a lo largo de la quinta temporada, pero se dejó sin resolver para ser protagonista en esta temporada.
River Song le dice a Rory que el Doctor y ella están viajando por el tiempo "en direcciones opuestas". Ella comenta que llegará un día en que "Miraré a los ojos a ese hombre, mi Doctor, y él no tendrá ni la más remota idea de quién soy. Y creo que eso me matará". En los episodios de la cuarta temporada moderna, Silencio en la biblioteca y El bosque de los muertos, cuando el Décimo Doctor conoce a River por primera vez (desde la perspectiva de él), en la conclusión de esa historia, River se mata al salvar a la gente dentro del núcleo de la Biblioteca, aunque sólo corpóreamente, su consciencia es "salvada" en el núcleo junto con la del resto de sus compañeros de tripulación.
La TARDIS ya se había vuelto anteriormente invisible, en aquella ocasión por dañarse su estabilizador visual, en la historia del Segundo Doctor The Invasion. Cuando Canton sale por primera vez de la TARDIS, el Doctor dice, "Valiente corazón, Canton", una referencia a la frase recurrente del Quinto Doctor hacia su acompañante Tegan Jovanka, "Valiente corazón, Tegan". Cuando Amy le pide al Doctor joven que confíe en ella, él le pide que jure por algo que le importe. Tras pensar un poco, ella sonríe y dice "Palitos de pescado con natillas", refiriéndose a los eventos de En el último momento cuando Amy conoció al Doctor de niña.

## Producción

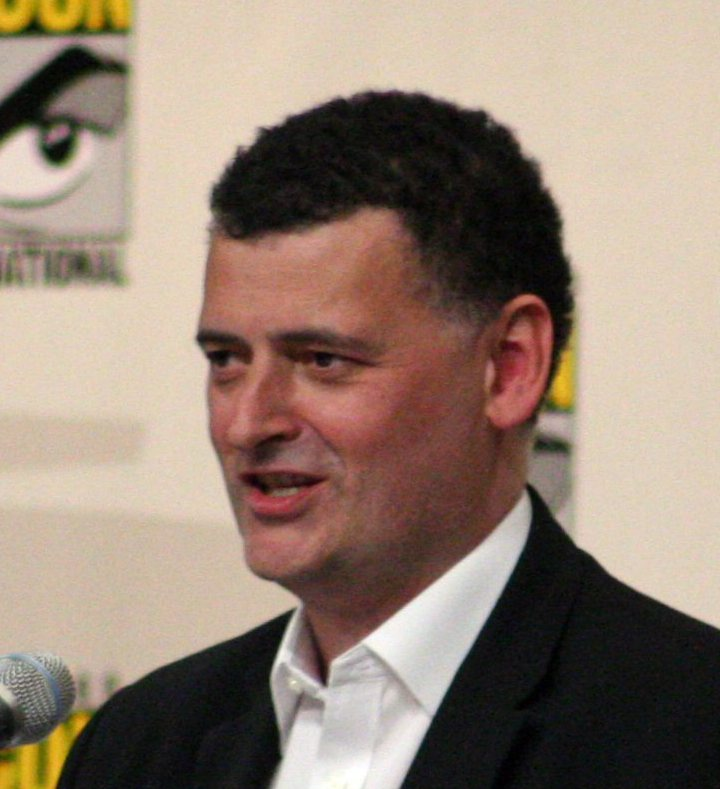
El Show runner y guionista del episodio Steven Moffat (en la foto) creó al Silencio para competir con otras criaturas del pasado en términos de "terroríficas".

El autor del episodio fue el show runner desde 2010 Steven Moffat. Él quería que la temporada comenzara con una historia en dos episodios en un intento de empezar con más gravedad y una vista más amplia del argumento, además de querer hacer la historia una de las más oscuras de la temporada. El astronauta imposible/El día de la luna fue la primera historia en dos episodios en abrir una temporada desde la historia de 1985 del Sexto Doctor Attack of the Cybermen.
En el episodio acompañante de Doctor Who Confidential, Moffat dijo que según él lo veía, era uno de los episodios más oscuros de la serie, pero aun así mantuvo el mismo nivel de humor. La inclusión de la muerte del Doctor le pareció como el final de la temporada para algunos de los productores, pero estaba de verdad ahí para "arrancarla". Al escribir la escena de muerte del Doctor viejo, Moffat quería que la audiencia entendiera que los Señores del Tiempo no son invencibles, y que aún pueden morir permanentemente si se les mata antes de regenerarse. Al crear al Silencio, los alienígenas antagonistas del episodio, Moffat quería que compitieran con monstruos del pasado en términos de "terroríficos". Pensó que esas criaturas son "un desafío mucho mayor". Su diseño se inspiró parcialmente en el cuadro El grito de Edvard Munch.

### Casting
En octubre de 2010, se anunció que Mark Sheppard, que había aparecido en otras series de ciencia ficción como Battlestar Galactica, Firefly, Sobrenatural, y Warehouse 13, hiciera una aparición en Doctor Who. Sheppard describió interpretar a Canton como un "trabajo de ensueño", y dijo que le gustaría aparecer en otro trabajo de Moffat, incluido Sherlock. A pesar de que Sheppard es un actor inglés, este fue su primer trabajo en una serie británica. Para la escena con el anciano Canton Delaware, los productores planearon originalmente envejecer a Sheppard con maquillaje. Sin embargo, Sheppard sugirió que su padre, William Morgan Sheppard, hiciera el papel, sugerencia que aceptaron.
El actor estadounidense Stuart Milligan fue elegido para interpretar al presidente Nixon, algo que dijo encontrar emocionando, tras interpretar a otros presidentes en el pasado, como Dwight D. Eisenhower. Se le aplicaron prótesis en las mejillas, nariz y orejas para que se pareciera a Nixon lo máximo posible. También estuvo practicando cómo hablar, pero al principio lo encontró complicado, ya que debía llevar dientes falsos.

## Emisión y recepción
Las mediciones nocturnas de audiencia fueron de 6,52 millones de espectadores. Las mediciones definitivas fueron de 8,86 millones, con un 43,2% de share. Esto convirtió el episodio en el segundo programa más visto del día, sólo superado por Britain's Got Talent. Fue el tercer programa más visto de la semana en BBC One y el sexto entre todos los canales. La puntuación de apreciación fue de 88. El servicio de medición de audiencia, Kantar Media, informó de que El astronauta imposible, es el evento televisivo más grabado de todos los tiempos. Los datos revelaron que 4,11 millones de personas grabaron el programa y lo vieron durante la semana, un 46% del total de los espectadores.
El episodio recibió generalmente una respuesta positiva de la crítica, aunque también recibió críticas negativas, desde Dan Martin de The Guardian que dijo que el reparto había mejorado respecto a la temporada anterior, hasta Kevin O'Sullivan del Sunday Mirror, diciendo que el episodio era "imposible de comprender", sólo para "frikis de la ciencia ficción" y que Smith "no aportaba nada nuevo al papel".